# Municipio de Steiner
El municipio de Steiner (en inglés: Steiner Township) es un municipio ubicado en el condado de Hettinger en el estado estadounidense de Dakota del Norte. En el año 2010 tenía una población de 25 habitantes y una densidad poblacional de 0,28 personas por km².

## Geografía
El municipio de Steiner se encuentra ubicado en las coordenadas 46°29′47″N 102°13′47″O / 46.49639, -102.22972. Según la Oficina del Censo de los Estados Unidos, el municipio tiene una superficie total de 90.83 km², de la cual 90,73 km² corresponden a tierra firme y (0,11 %) 0,1 km² es agua.

## Demografía
Según el censo de 2010, había 25 personas residiendo en el municipio de Steiner. La densidad de población era de 0,28 hab./km². De los 25 habitantes, el municipio de Steiner estaba compuesto por el 100 % blancos. Del total de la población el 0 % eran hispanos o latinos de cualquier raza.